# ماري- لويس لاتشابيل
ماري- لويس لاتشابيل (بالفرنسية: Marie-Louise Lachapelle)‏ (1 كانون الثاني 1769 - 4 تشرين الأول، 1821)، قابلة فرنسية، ورئيسة قسم التوليد في مستشفى أوتيل ديو التي تعتبر أقدم مستشفى في باريس. نشرت كتباً مدرسية عن أجساد النساء، وأمراض النساء، والتوليد. عارضت لاتشابيل عمليات الولادة باستعمال ملقط الولادة، وكتبت كتاب «ممارسات الولادة»، الذي يعتبر نص قياسي فيما يخص التوليد، حيث شجعت فيه على الولادة الطبيعية. تعتبر لاتشابيل بشكل عام الأم الروحية لعمليات التوليد الحديثة.

## الحياة
ولدت لاتشابيل في باريس في عام 1769 لوالدها المسؤول الصحي لوي دوجيس ووالدتها القابلة التنافسية ماري جونيه. كانت ابنة وحفيدة لعائلة من القابلات. كانت طفلة فقط عندما بدأت والدتها بتعليمها القبالة التي تعلمتها من والدتها أيضاً وسرعان ما أصبحت ماهرة فيها بشكل كبير لاحقاً.
أجرت لاتشابيل أول عملية توليد لها عندما كانت تبلغ من العمر 15 عاماً فقط، ولكن حدثت بعض المضاعفات في العملية، وعلى الرغم من ذلك نجت كل من الأم والمولود من هذه العملية بنجاح بفضل إسعافات لاتشابيل الماهرة.
بعد 8 سنوات، وفي عام 1792 بالتحديد، تزوجت لاتشابيل من جراح كان يعمل في مستشفى ساينت لويس. وبين عامي 1792 و1795 أنجبت طفلتها وتوقفت عن العمل. توفي زوجها بعد 3 سنوات من زواجهما فقط، فكان عليها أن تعيل نفسها وابنتها أيضاً، مما اضطرها للعودة إلى عملها كقابلة.
لاحقاً، انفصلت ابنتها عن التقاليد العائلية وأصبحت راهبة؛ توفيت بعدها لاتشابيل بسبب سرطان المعدة في تشرين الأول في عام 1821، بعد صراع قصير مع المرض.

## المسيرة المهنية
عندما كانت والدة لاتشابيل على قيد الحياة، قامت بإعادة تنظيم جناح التوليد، وساعدتها لاتشابيل كقابلة رئيسية مساعدة. في سن الثانية عشرة ساعدت على القيام بعملية توليد معقدة، وفي سن الخامسة عشرة كانت قادرة على أداء نسخة منفردة من عملية التوليد، كان من الممكن أن تكون قاتلة لو لم يتم التعامل معها بشكل سليم. في عام 1797 وبعد وفاة والدتها، ورثت لاتشابيل منصب والدتها كرئيسة لمستشفى أوتيل ديو، وهي أكبر مستشفى عام في باريس في ذلك الوقت. خدمت المستشفى الفقراء وكانت مدعومةً من قبل كاتدرائية نوتردام دو باري. كانت هذه المستشفى، مستشفى التوليد الأول في فرنسا في وقتها، وكانت تعرف بمدرسة القبالة[9]. قضت لاتشابيل جزءاً من عامي 1796 و1797 في دراسة التوليد في عهد فرانز نايجيل، وكانت تدرس بجانب الأستاذ جان لوي بودلوك في مستشفى أوتيل ديو.
أدرك بودلوك الحاجة إلى مدرسة منظمة بشكل منهجي للقابلات. لذلك طلب وزير الداخلية تشابتال من لاتشابيل إدارة المدرسة العادية الجديدة للقابلات ومستشفى الأطفال والأمومة التي أسستها حكومة نابليون في بورت رويال، وذلك بسبب الخبرة الطبية الكبيرة التي تمتلكها لاتشابيل وبسبب سمعتها الجيدة أيضاً. أرادت لاتشابيل أن تكون جزءاً من هذه الإصلاحات، لذلك ذهبت إلى هايدلبرغ بغرض الدراسة، ثم عادت إلى باريس لتصبح مديرة مستشفى التوليد والأطفال في مستشفى تعليمي تم بناؤه حديثاً، وهي مستشفى دار رعاية الأمومة، التي كانت عبارة عن فرع لمستشفى أوتيل ديو في بورت رويال.
توفيت لاتشابيل بسبب سرطان المعدة، بعد صراع قصير مع المرض في عام 1821، قبل أن تنتهي من كتابها. قام ابن أخيها طبيب التوليد أنطوان لوي دوجيس بإنهاء كتابها ونشره في عام 1825 تحت عنوان «ممارسة التوليد، أو المذكرات والملاحظات المختارة حول النقاط المهمة عن الفن». كان لهذا الكتاب تأثير كبير طوال القرن التاسع عشر ؛ جاء في الكتاب، معارضة استعمال ملقط التوليد في معظم الحالات، كما دعا الكتاب إلى ضرورة أن يكون تدخل الأطباء بحده الأدنى أثناء الولادة.

## التعليم
عمل كل من جان لوي بودلوك ولاتشابيل بشكل جيد معاً، وقاما بتطوير دورة دراسية لتدريب القابلات. بعد إتمام الدورة التي مدتها عام كامل، تم إخضاع الطلاب لامتحان صارم، يسمح للناجحين به بالحصول على دبلوم من كلية الطب. كما قامت بدريس الطلاب التقنيات الحديثة للقبالة من أجل عمليات التوليد، عن طريق شرح المضاعفات المحتملة التي قد تحدث بالإضافة إلى عرض نموذج تشريحي للنساء اللواتي توفين أثناء الولادة . كانت القابلة ماري بيفين إحدى أشهر طالباتها. عاملت لاتشابيل طالباتها كأفراد من أسرتها ودعمتهم جسدياً ومعنوياً. انتقلت بين أجنحة المستشفى، وساعدت في أي جناح يحتاجونها فيه، وقدمت الدعم للمرضى وهيئة التدريس بكل صبر. أكدت في تعليمها على أهمية عدم تدخل الأطباء في عملية الولادة إلا في حالات الضرورة القصوى وعارضت استعمال ملقط الولادة إلا في الحالات الاستثنائية.

## المساهمة
تعرف لاتشابيل للعديد من الابتكارات الجديرة بالاهتمام في رعاية المرضى وتدريب القابلات. من المعروف عنها أنها حاولت إبعاد حشود المراقبين من غرفة الولادة، كما نصحت بالعلاج الفوري لتمزق العجان وفي حالات انزياح المشيمة وسعت عنق الرحم بسرعة كبيرة للحفاظ على المولود وتوليده من خلال قلبه، وبالتالي الحفاظ على حياة المولود وأمه. كما انها ابتكرت طريقة لقلب وجه المولود أو ميلانه لكي يمكن استعمال الملقط لتوليده، وإعادة تموضع الذراع أو الكتف المتحدبين قبل فوات الأوان.